# 降解物激活蛋白
代謝產物活化蛋白(CAP，Catabolite activator protein)，也稱為cAMP受體蛋白(CRP，cAMP Receptor Protein)，為一種轉錄促進劑，以同型二聚體的方式存在。其在結合上DNA時會同時彎曲DNA結構，促進RNA聚合酶的結合，加快轉錄速度。
其結合在乳糖操作子的啟動子上後，會促進該操作子的轉錄。

包含N端的配體鍵結區(CAPN，殘基 1-138)，使蛋白形成二聚體，以及包含C端的DNA鍵結區(DBD, 殘基 139-209)。
藉由增加DNA蛋白的親和性，使兩個cAMP(環腺甘酸)分子鍵結於帶有變構效應的負協同性和功能的CAP二聚體。當只有少量葡萄糖進入細胞中，則cAMP的濃度提升。
CAP有一種螺旋-轉角-螺旋的結構，使他能成功鍵結於DNA的主要區位。兩種螺旋互相加強，造成一個43°的轉角結構，所以最後造成DNA 94°的轉角。
這種情況使DNA分子打開，使RNA聚合酶可以鍵結上來，轉譯出乳糖分解的基因。cAMP-CAP對於乳糖操作子轉錄是必要的條件。
CAP主要功能為代謝產物的抑制，為一個典型的例子。